# Barak Khan
Barak Khān (in persiano مبارک شاه ‎, Mubārak Shāh; ... – 1271) è stato un condottiero mongolo, principe chagataide, ha regnato sul Khanato Chagatai dal 1266 alla sua morte nel 1271.
Era figlio di Yesünto'a e della nipote di Chagatai.

## Regno
Kubilai Khan lo nomina coreggente di suo cugino Mubarak Shah, assieme a Orghana Qatun. Arrivato sull'Ili, Barak si conquista il favore dell'esercito e depone Mubarak nel settembre 1266. Entra in contrasto col Gran Khan dopo aver destituito il governatore del Xinjiang, Mogholtai, un agente di Kubilai, che interviene. Ma i 3.000 cavalieri che egli invia sono respinti senza poter combattere dai 30.000 soldati ciagataidi. Khotan, che è schierata col Gran Khan, è saccheggiata.
Già l'anno successivo Barak è attaccato da Qaidu, alleato col khan Kiptčak Mengu Timur, che lo estromette dall'Ili e dalla regione di Kachgar, lasciandogli solo la Transoxiana. Una pace viene raggiunta nella primavera del 1269 e Barak riconosce la sovranità di Qaidu, che lo spedisce a combattere il timuride  Abaqa, Il-qan di Persia.
Barak, dopo aver saccheggiato le città di transoxiane di Bukhara e di Samarcanda (che peraltro già gli appartenevano), per reclutare un esercito, attacca la Persia e l'Afghanistan all'inizio del 1270. In maggio dà alle fiamme Nishapur e assoggetta a tributo Herat, ma è infine sconfitto e messo in rotta da Abaqa nei pressi di Herat il 22 luglio. È ferito per una caduta da cavallo, rientra in Transoxiana e si converte all'Islam a Bukhara. Essendosi ribellati i suoi vassalli, Barak invoca l'aiuto di Qaidu.
Muore nel 1271 in circostanze misteriose, prima che quest'ultimo possa giungere in suo aiuto. La sua morte provoca un grande caos. I suoi quattro figli e i figli di Alghu entrano in contrasto con Qaidu per ottenere l'indipendenza della Transoxiana. Qaidu assegna la regione a un altro principe ciagataide, Nikpaï Oghul, che lo tradisce e si rivolta contro di lui. Qaidu lo sconfigge e lo fa giustiziare e mette Toga Timur sul trono di Transoxiana nel 1272, poi alla sua morte nel 1274, diventa signore di Transoxiana Duwa, figlio di Barak, che regna fino al 1306.